# Saint-Victor-Malescours
Saint-Victor-Malescours település Franciaországban, Haute-Loire megyében. Lakosainak száma 804 fő (2022. január 1.). Saint-Victor-Malescours Jonzieux, Marlhes, Saint-Didier-en-Velay, Saint-Just-Malmont, Saint-Pal-de-Mons és Saint-Romain-Lachalm községekkel határos.

## Népesség
A település népessége az elmúlt években az alábbi módon változott:
| Lakosok száma | 411  | 375  | 476  | 748  | 834  | 829  | 818  | 822  | 816  | 804  |
|               | 1968 | 1982 | 1990 | 2006 | 2013 | 2015 | 2017 | 2019 | 2020 | 2022 |